# Wenn Killer auf der Lauer liegen
Wenn Killer auf der Lauer liegen (The Ambushers) ist der 1967 erschienene dritte Film des Produzenten Irving Allen mit der Figur des fiktiven US-amerikanischen Geheimagenten Matt Helm.
Erneut setzte Henry Levin als Regisseur ein Drehbuch um, welches freien Gebrauch von den Büchern von Donald Hamilton machte. Die Filmmusik komponierte Hugo Montenegro.

## Handlung
In dieser dritten Geschichte um den Geheimagenten Matt Helm geht es um eine Fliegende Untertasse, die mitsamt ihrer hübschen Pilotin Sheilah Sommers von einem anarchistischen Weltverbesserer bei ihrem ersten Flug gestohlen worden ist. Sheila Sommers wird einige Wochen später im mittelamerikanischen Dschungel entdeckt; die Fliegende Untertasse allerdings bleibt verschwunden. Gemeinsam mit der leicht verstörten Sheilah rückt nun Matt Helm einem mexikanischen Brauerei-Besitzer auf die Pelle und findet in seiner Maske als Fotoreporter nicht nur rasch Eingang bei Señor Quintana, sondern auch einen weiteren Verdächtigen, José Ortega alias Caselius. Nach nicht ganz ungefährlichen Ermittlungen dringen Helm, Sheilah und eine Zunftgenossin von der Konkurrenz namens Francesca Madeiros bis zu dem im Urwald versteckten Hauptquartier von Caselius vor. Dabei wird zwar die Fliegende Untertasse gefunden, doch missglückt deren Abtransport, und Matt Helm hat alle Hände voll zu tun, um wenigstens seine und Sheilahs Haut zu retten, was ihm dann auch gelingt.

## Wirkung
Dadurch, dass dies schon der dritte Film mit Dean Martin als Matt Helm war, hatte man „Derek Flint“ übertrumpft, für den schon nach zwei Filmen (Derek Flint schickt seine Leiche und Derek Flint – hart wie Feuerstein) Schluss gewesen war.
Während Hugo Montenegro dann auch noch die Musik für Rollkommando lieferte, gab es für den Regisseur Henry Levin keinen weiteren Film mit Dean Martin als Matt Helm, denn für den letzten dieser Filme kehrte Phil Karlson zurück.

## Kritiken
Der Evangelische Film-Beobachter resümiert: „Buch und Besetzung, Tempo und Tricks sowie die Gewißheit, daß bei diesem Spiel niemand sich oder den Zuschauer ernst nimmt, machen den Streifen unterhaltsam. Sehenswert für alle Freunde der Gattung von 16 Jahren an.“ Weniger wohlwollend urteilt das Lexikon des Internationalen Films. Es bemerkt lapidar, bei dem Werk handle es sich um eine „aufwendige, aber kaum witzige Agentenfilmparodie“.

## Synchronisation
Die deutsche Synchronfassung entstand 1968 bei der Aura Film Synchron in München nach dem Dialogbuch von Wolfgang Schnitzler unter der Dialogregie von John Pauls-Harding.
| Rolle                 | Schauspieler    | Synchronsprecher   |
| --------------------- | --------------- | ------------------ |
| Matt Helm             | Dean Martin     | Holger Hagen       |
| Arzt                  | Joe Gray        | Alexander Allerson |
| Francesca Madeiros    | Senta Berger    | Senta Berger       |
| Gullen                | John Indrisano  | Horst Raspe        |
| Karl                  | Roy Jenson      | Willy Friedrichs   |
| Linda                 | Linda Foster    | Doris Jensen       |
| Lovey Kravezit        | Beverly Adams   | Kerstin de Ahna    |
| MacDonald             | James Gregory   | Wolf Ackva         |
| Mädchen beim Training | Karin Feddersen | Doris Jensen       |
| Mann im Zug           | Mauritz Hugo    | John Pauls-Harding |
| Quintana              | Kurt Kasznar    | Herbert Weicker    |
| Rocco                 | John Brascia    | Norbert Gastell    |
| Sheila Sommers        | Janice Rule     | Eva Pflug          |

## Einzelne Nachweise
1. 1 2  Evangelischer Filmbeobachter, Evangelischer Presseverband München, Kritik Nr. 186/1968, S. 188–189
2. ↑   Lexikon des internationalen Films, rororo-Taschenbuch Nr. 6322 (1988), S. 4258
3. ↑  Wenn Killer auf der Lauer liegen. In: Deutsche Synchronkartei. Abgerufen am 4. Juni 2021.